# Über den Dächern von Berlin
Über den Dächern von Berlin ist der Titel eines Marsches im Sechsachteltakt, den Allan Gray für den Tonfilm Berlin – Alexanderplatz schrieb. Von ihm stammt auch die Illustrationsmusik. Regie bei der Verfilmung des 1929 erschienenen Großstadt-Romans von Alfred Döblin für die Allianz-Tonfilm GmbH des Produzenten Arnold Pressburger führte Piel Jutzi. Sein Film, zu dem Hans Wilhelm zusammen mit Döblin das Drehbuch schrieb, wurde am 8. Oktober 1931 in Berlin erstaufgeführt.
Bei der Filmaufnahme dirigierte Artur Guttmann das Orchester. Der Marsch zu Beginn des Films, dessen Liedtext der Schriftsteller Erik Ernst verfasste, setzt die Verwirrung des Protagonisten Franz Biberkopf auf seiner Fahrt durch Berlin musikalisch um.
Das Orchester Marek Weber spielte den Marsch 1931 in einem Arrangement von Walter Borchert auf eine Grammophonplatte.

## Liedtext
Über den Dächern von Berlin

leuchten die Sterne.

Über den Dächern von Berlin

lockt eine Ferne.

Auch über Berlin muss ein Stückchen Himmel doch sein,

Über Berlin, ja über Berlin!

Bleib’ nur nicht unten, wenn’s zu stickig im Häusergewirr.

Streb’ doch nach oben, Mensch, es leuchtet doch oben das Hier,

Des Daseins Glanz, ein silbernes Glück,

Über den grauen Dächern von Berlin,

von Berlin, ja von Berlin!

## Tondokument
Electrola E.G. 2413 (60-1754) Über den Dächern von Berlin. Six-Eight aus dem Allianz-Tonfilm “Berlin – Alexanderplatz” (Allan Gray, arr. Walter Borchert – Text von Erik Ernst und K. Schwabach)[sic] Marek Weber und sein Orchester. Der ungenannte Refrainsänger ist Max Mensing.